# Wiktionary
Wiktionary is een project van de Wikimedia Foundation om een gratis meertalig woordenboek van alle woorden in alle talen te maken.
De naam van het project is een porte-manteau van wiki en dictionary. De Nederlandstalige versie heet WikiWoordenboek. De Friestalige versie heet Wikiwurdboek. De Nedersaksische versie heet Wikiwoordebook. De Limburgse versie heet Wiktionair.

## Basisopzet
Het project geeft informatie over taalkundige eigenschappen (als spelling en eventuele spellingsvarianten, etymologische herkomst voor zover bekend, verkleinde vormen, meervoud en afleidingen) maar ook vertalingen in andere talen.
In principe komen in iedere Wiktionary zo veel mogelijk woorden uit zo veel mogelijk verschillende talen te staan. Een vereiste voor opname is dat het woord al enige tijd gebruikt wordt en in een aantal onafhankelijke bronnen is terug te vinden. Neologismen zijn dus niet toegestaan.
Wanneer een bepaalde woordvorm in meer talen hetzelfde geschreven wordt, komen al deze woorden op dezelfde pagina waarbij in elke taal afzonderlijk voor het woord een aparte ingang moet worden gemaakt. Of er een etymologisch verband is (bijvoorbeeld door ontlening), maakt dan niet uit. Het kan zijn dat de woorden niet verwant zijn maar toevallig dezelfde vorm hebben. Wel wordt etymologische informatie er waar mogelijk steeds bij gegeven.

## Geschiedenis
De Engelse Wiktionary begon op 12 december 2002. Er zit een aparte thesaurus bij die Wikisaurus heet, en een apart woordenboek voor Basic English.
Sinds 1 mei 2004 zijn de anderstalige Wiktionaries eveneens begonnen. De eerste anderstalige versies waren in het Frans en Pools. In mei 2009 waren er in totaal meer dan 5 miljoen ingangen in 272 verschillende talen. De Engelstalige Wiktionary telde in december 2010 ruim 2.179.000 begrippen, de Nederlandstalige ruim 102.000.
Veel ingangen worden met een bot  aangemaakt die ingangen uit andere woordenboeken importeert. De Franse en Vietnamese versies importeerden grote delen van het Free Vietnamese Dictionary Project. De Franse versie groeide in 2006 zeer snel, wat grotendeels te danken was aan bots die uit gratis woordenboeken zoals de Dictionnaire de l'Académie française importeerden.